# Margaret Fairweather
Margaret Fairweather (23 septembre 1901 - 4 août 1944) est une aviatrice britannique et l'une des huit premières femmes membres de l'Air Transport Auxiliary (ATA). Elle est la première femme à piloter un Supermarine Spitfire.

## Biographie
Fairweather est née en 1901 dans le quartier West Denton de Newcastle upon Tyne. Sa mère, Hilda Runciman et son père Walter Runciman, 1er vicomte Runciman de Doxford sont tous deux membres du parlement. Elle fait ses études à Notting Hill High School for Girls .

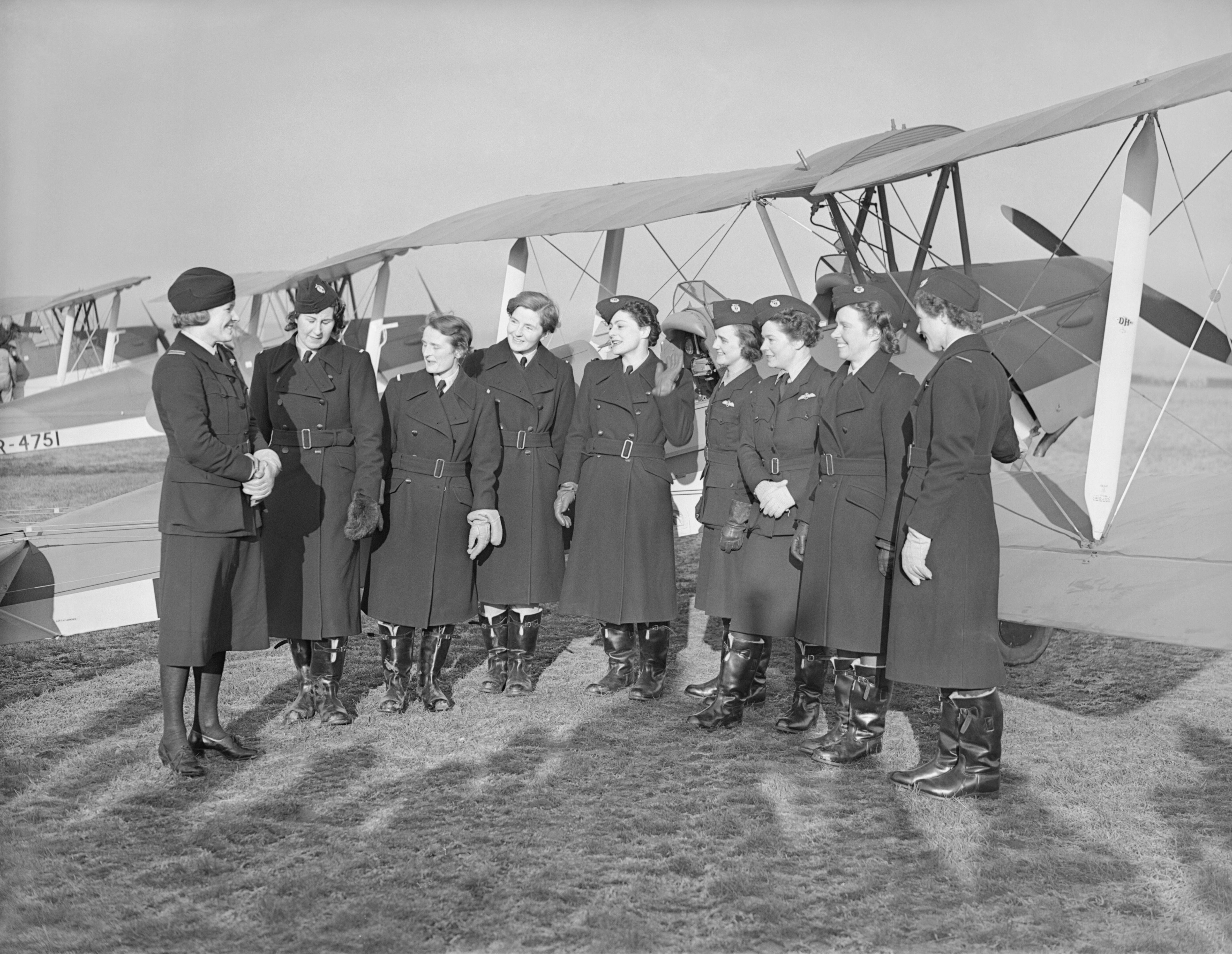
Les pilotes fondateurs de l'ATA et leurs Tiger Moths : de gauche à droite Pauline Gower, Winifred Crossley Fair, Margaret Cunnison, Margaret Fairweather, Mona Friedlander, Joan Hughes, Gabrielle Patterson, Rosemary Rees et Marion Wilberforce

Elle est instructeur pour la Garde aérienne civile à Renfrew .
Après la déclaration de guerre en 1939, elle est l'une des huit premières femmes membres auxiliaire du transport aérien (ATA) . Elle pilote de nombreux avions, dont Tiger Moths et Hurricanes, et est la première femme à piloter un Supermarine Spitfire .
Peu de temps après la mort de son mari, Douglas, aux commandes d'un avion ATA le 3 avril 1944, elle meurt dans un accident le 4 août de la même année; avec également à bord sa sœur Kitty qui est blessée. La cause initiale de la mission interrompue est un problème mécanique avec le réservoir de carburant ,. En raison du manque de carburant, Margaret a été obligée de faire un atterrissage forcé dans le Cheshire qui s'est bien passé jusqu'à ce qu'ils touchent un fossé et qu'elle perde le contrôle lorsque le Percival Proctor se retourne. Elle venait juste de retourner au travail après avoir accouché. Elle et son mari sont le seul couple ATA à partager la même tombe et la même pierre tombale. Ils sont enterrés au cimetière Dunure dans l'Ayrshire .
Une compagnie d'autobus de Hatfield a nommé ses huit autobus d'après les «huit premiers» des pilotes de Tiger Moth dans l'ATA, y compris Fairweather. Les quinze femmes membres survivantes de l'ATA (et les 100 hommes pilotes survivants) ont reçu un prix spécial en 2008 par le Premier ministre Gordon Brown .